# 3745 Petaev
3745 Petaev је астероид главног астероидног појаса чија средња удаљеност од Сунца износи 2,430 астрономских јединица (АЈ).
Апсолутна магнитуда астероида је 14,2.